# Finazzi
Alexandre Finazzi (ur. 20 sierpnia 1973) – brazylijski piłkarz występujący na pozycji napastnika.

## Kariera piłkarska
Od 1997 do 2014 roku występował w Botafogo, Sochaux-Montbéliard, Novo Hamburgo, Gama, Goiânia, Vila Nova, Fortaleza, Goiás EC, Omiya Ardija, Santa Cruz, América, Paulista, Athletico Paranaense, Ponte Preta, Corinthians Paulista, São Caetano, Mirassol, Mixto, Bragantino, Remo, Anapolina, XV de Novembro Jaú, Poços de Caldas, Itumbiara, Rioverdense i Itapirense.